# Archeogenetika
Az archeogenetika (régészeti genetika) a régészet segédtudománya, amely egykor élt élőlények maradványainak biológiai örökítő anyagát (DNS vagy RNS) elemzi. Vizsgálati anyaga legtöbbször emberi maradvány, de kutathatók az állatok, növények, gombák leletei, sőt a baktériumok és vírusok több száz vagy ezer éves nyomai is. Az eddigi legrégebbi DNS szekvenálását 2021-ben végezték el egy több mint egymillió éves mamut maradványaiból.

## Története
A fogalmat Colin Renfrew vezette be a 2000-es évek elején, mint a múlt genetikai eszközökkel folytatott vizsgálatát. A korai tanulmányok a mai emberek DNS-ének elemzése révén vontak le történeti következtetéseket, később az archeogenetikai vizsgálatok már régészeti anyagokból indultak ki, és a régészeti kutatások során előkerült anyagokat vizsgálják.
Az ősi DNS vizsgálata a 2010-es, 20-as években forradalmasította a régészetet és az antropológiát. Lehetővé vált az emberi populációk biológiai múltjának, az evolúciós, migrációs és keveredési mintázatoknak a rekonstruálása, elemzése, de a társadalmi szerveződések, kulturális kapcsolatok mögött álló genetikai rokonsági kapcsolatok feltárása is.
A régészeti leletként előkerülő ősi mintákban a DNS szál töredékes és idővel egyre több hibát tartalmaz. Ezek a problémák az archeogenetika első két évtizedében sok gondot okoztak, azonban a 2020-as évekre az újgenerációs DNS-szekvenátorok nem egy-egy DNS-szálat olvasnak le, hanem tömeges, párhuzamos leolvasást végeznek, és ezek a során a töredezettség nem igazán okoz problémát, hanem éppen a DNS ősiségét, eredetiségét mutató jellé válik.

## Az archeogenetika új eredményeiből

### Az avarokról
Csáky Veronika és munkatársai 2020-ban publikálták tanulmányukat a kárpát-medencei Avar Kaganátus elitjének származásáról, 26 avar kori gazdag sír, köztük a kunbábonyi, feltehetően kagán sírban eltemetett személy maradványainak vizsgálatával. Megállapították, hogy ezek a személyek genetikai kapcsolatban álltak több ősi és modern belső-ázsiai populációval, leginkább a Bajkál-tótól keletre élő burjátokkal. A régészetileg körvonalazott Duna-Tisza közi avar elit egységes származású volt. Az apai felmenők számontartása összetartó erő volt mind társadalmilag, mind területileg. A mitokondriális genetika eredmények azt is mutatják, hogy az avar elit családokból álló csoportokként érkezett a Kárpát-medencébe, és a letelepedés után több generáción át nagyrészt endogám maradt, de kerülték a közeli rokonok egymás közötti házasodását is. 

### A honfoglalókról
2022 májusában Török Tibor és Neparáczki Endre archeogenetikusok mintegy harminc társukkal tanulmányt tettek közzé a Current Biology című nemzetközi szaklapban, amelyben a mitokondriális DNS genetikai vizsgálata alapján kimutatták, hogy a honfoglaló magyarok magját képező népesség finnugor származású volt.